# فيليب روبرت
فيليب روبرت (بالفرنسية: Philippe Robert)‏ هو مصور فرنسي، ولد في 24 يونيو 1953 في ليل في فرنسا.

## وصلات خارجية
- الموقع الرسمي